# Hugh Anderson
Hugh Robertson Anderson (18 de enero de 1936, Nueva Zelanda) es un expiloto de motociclismo neozelandés, ha sido bicampeón del mundo de 125cc en 1963 y 1965 y también de 50cc en 1963 y 1964. Además de ganador en dos oportunidades del TT de la Isla de Man.
Creció en Huntly, Anderson jugó en la liga de rugby local para el Huntly United junto al también piloto mundialista Ginger Molloy.
Él se unió al equipo de fábrica de Suzuki en 1961, compitiendo con las 50cc y 125cc de fábrica y ocasionalmente las 250cc. Durante su estadía en el equipo, Anderson fue doble campeón del mundo (50cc y 125cc) en 1963 y conservó su título mundial de 50cc al año siguiente. En 1965, fue coronado Campeón del Mundo de 125cc con Suzuki. La última carrera de Anderson con Suzuki fue en el Gran Premio de Japón de 1966 en el Fuji Speedway en octubre de 1966.
En 1994, Anderson fue hecho miembro de la orden del imperio británico, por sus servicios al deporte motor. En 1995 fue incorporado al Salón de la Fama de los Deportes de Nueva Zelanda.

## Resultados en el Campeonato del Mundo
Sistema de puntuación desde 1950 hasta 1968:
Sistema de puntuación desde 1950 hasta 1968:
| Posición | 1.º | 2.º | 3.º | 4.º | 5.º | 6.º |
| Puntos   | 8   | 6   | 4   | 3   | 2   | 1   |

### Carreras por año
(Clave) (negrita indica pole position) (cursiva indica vuelta rápida)

| Año  | Cat.  | Equipo    | 1       | 2       | 3       | 4       | 5       | 6       | 7       | 8       | 9       | 10      | 11      | 12    | 13      | Pts. | Pos. | Vic. |
| ---- | ----- | --------- | ------- | ------- | ------- | ------- | ------- | ------- | ------- | ------- | ------- | ------- | ------- | ----- | ------- | ---- | ---- | ---- |
| 1960 | 350cc | AJS       | FRA -   | IOM Ret | NED -   |         |         | ULS 3   | NAT 6   |         |         |         |         |       |         | 5    | 7.º  | 0    |
| 1960 | 500cc | Norton    | FRA 7   | IOM Ret | NED -   | BEL -   | GER -   | ULS Ret | NAT -   |         |         |         |         |       |         | 0    | -    | 0    |
| 1961 | 250cc | Suzuki    | ESP -   | GER -   | FRA -   | IOM 10  | NED -   | BEL -   | RFA -   | ULS -   | NAT -   | SWE -   | ARG -   |       |         | 0    | -    | 0    |
| 1961 | 350cc | Norton    |         | GER -   |         | IOM 7   | NED Ret |         | RDA -   | ULS -   | NAT Ret | SWE -   |         |       |         | 0    | -    | 0    |
| 1961 | 500cc | Norton    |         | GER -   | FRA -   | IOM Ret | NED -   | BEL -   | RDA -   | ULS Ret | NAT -   | SWE -   | ARG -   |       |         | 0    | -    | 0    |
| 1962 | 50cc  | Suzuki    | ESP -   | FRA -   | IOM -   | NED -   | BEL -   | GER -   |         | RDA 3   | NAT 4   | FIN 6   | ARG 1   |       |         | 16   | 7.º  | 1    |
| 1962 | 125cc | Suzuki    | ESP Ret | FRA -   | IOM Ret | NED -   | BEL -   | GER Ret | ULS Ret | RDA -   | NAT -   | FIN Ret | ARG Ret |       |         | 0    | -    | 0    |
| 1962 | 350cc | AJS       |         |         | IOM -   | NED 6   |         |         | ULS -   | RDA -   | NAT -   | FIN -   |         |       |         | 1    | 14.º | 0    |
| 1962 | 500cc | Matchless |         |         | IOM Ret | NED -   | BEL -   |         | ULS Ret | RDA -   | NAT -   | FIN -   | ARG -   |       |         | 0    | -    | 0    |
| 1963 | 50cc  | Suzuki    | ESP 2   | GER 1   | FRA Ret | IOM 2   | NED 2   | BEL 4   |         |         | FIN 3   |         | ARG 1   | JPN 2 |         | 34   | 1.º  | 2    |
| 1963 | 125cc | Suzuki    | ESP Ret | GER 2   | FRA 1   | IOM 1   | NED 1   | BEL 2   | ULS 1   | RDA 1   | FIN 1   | NAT -   | ARG -   | JPN 5 |         | 54   | 1.º  | 6    |
| 1964 | 50cc  | Suzuki    | USA 1   | ESP 2   | FRA 1   | IOM 1   | NED Ret | BEL 3   | GER -   |         |         | FIN 1   |         | JPN - |         | 38   | 1.º  | 4    |
| 1964 | 125cc | Suzuki    | USA 1   | ESP 5   | FRA Ret | IOM Ret | NED 5   |         | GER Ret | RDA 1   | ULS 1   | FIN Ret | NAT 2   | JPN - |         | 34   | 3.º  | 3    |
| 1964 | 250cc | Suzuki    | USA -   | ESP Ret | FRA Ret | IOM -   | NED -   | BEL -   | GER -   | RDA -   | ULS -   |         | NAT -   | JPN - |         | 0    | -    | 0    |
| 1965 | 50cc  | Suzuki    | USA 2   | GER 3   | ESP 1   | FRA 6   | IOM 2   | NED 2   | BEL 2   |         |         |         |         |       | JPN Ret | 32   | 3.º  | 1    |
| 1965 | 125cc | Suzuki    | USA 1   | GER 1   | ESP 1   | FRA 1   | IOM 5   | NED 3   |         | RDA -   | CZE -   | ULS -   | FIN 1   | NAT 1 | JPN 1   | 56   | 1.º  | 7    |
| 1966 | 50cc  | Suzuki    | ESP 4   | GER 3   | NED 3   |         |         |         |         | IOM 3   | NAT 4   | JPN 3   |         |       |         | 16   | 4.º  | 0    |
| 1966 | 125cc | Suzuki    | ESP -   | GER Ret | NED 4   | RDA 17  | CZE 4   | FIN 4   | ULS 5   | IOM 3   | NAT -   | JPN -   |         |       |         | 15   | 5.º  | 0    |